# فرانك دونيلي
فرانك دونيلي (بالإنجليزية: Frank Donnelly)‏ هو لاعب كرة قاعدة أمريكي، ولد في 7 أكتوبر 1869 في تاماروا في الولايات المتحدة، وتوفي في 3 فبراير 1953 في كانتون في الولايات المتحدة.

## وصلات خارجية
- فرانك دونيلي على موقعبيزبول رفرنس.كوم (الدوري الرئيسي) (الإنجليزية)
- فرانك دونيلي على موقعبيزبول رفرنس.كوم (الدوري الثانوي) (الإنجليزية)